# Zavodivka, Hornostaiivka
Zavodivka (în ucraineană Заводівка) este o comună în raionul Hornostaiivka, regiunea Herson, Ucraina, formată numai din satul de reședință.

## Demografie
Componența lingvistică a comunei Zavodivka
     Ucraineană (94,48%)
     Rusă (5,16%)
     Alte limbi (0,27%)
Conform recensământului din 2001, majoritatea populației comunei Zavodivka era vorbitoare de ucraineană (94,48%), existând în minoritate și vorbitori de rusă (5,16%).